# Tectaria incisa
Tectaria incisa är en ormbunkeart som beskrevs av Antonio José Cavanilles. Tectaria incisa ingår i släktet Tectaria och familjen Tectariaceae. Utöver nominatformen finns också underarten T. i. vivipara.

## Bildgalleri

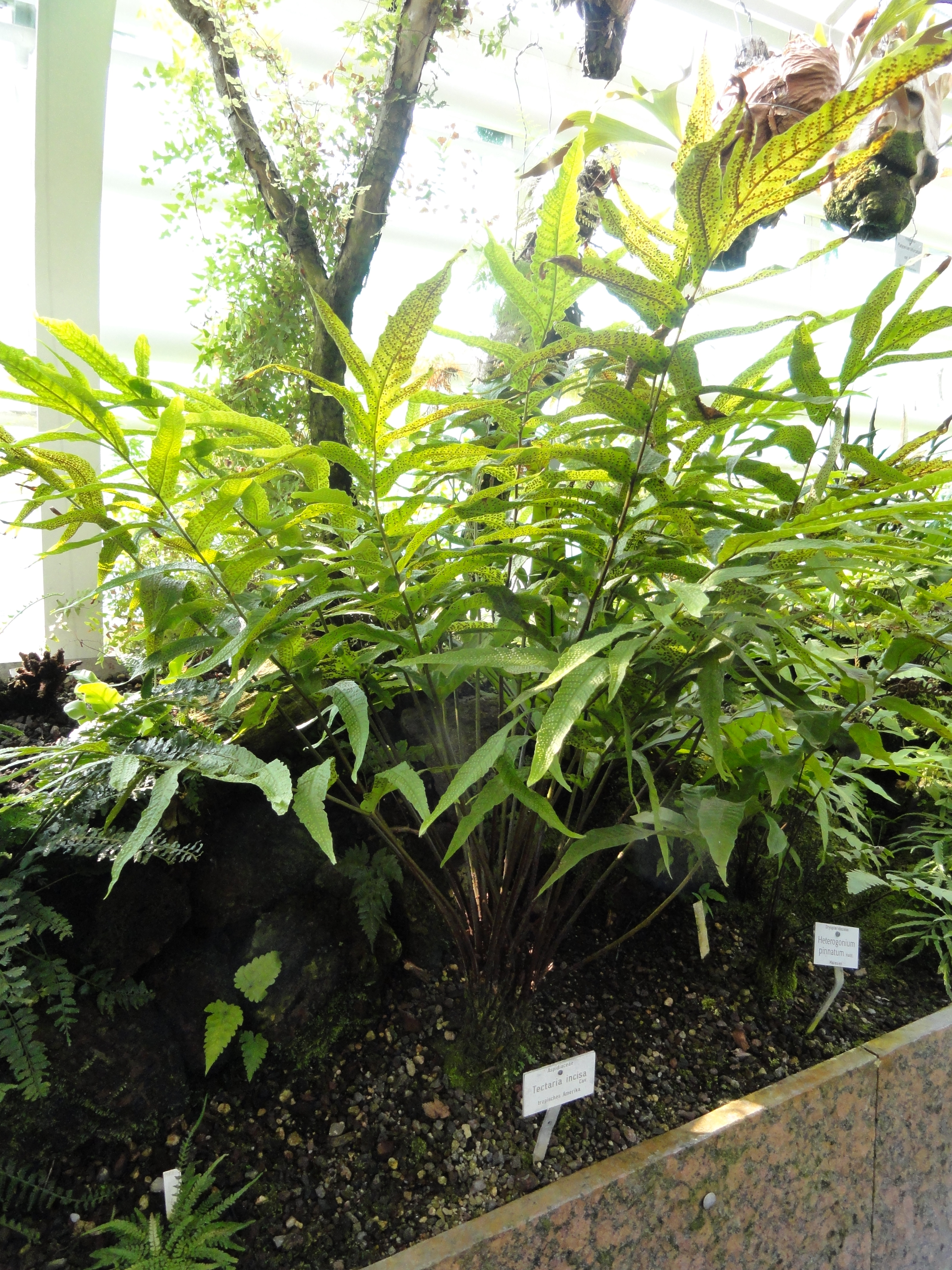